# Prionota serrata
Prionota serrata är en tvåvingeart som först beskrevs av Frederik Maurits van der Wulp 1885.  Prionota serrata ingår i släktet Prionota och familjen storharkrankar. Inga underarter finns listade i Catalogue of Life.